# Christian Mølsted

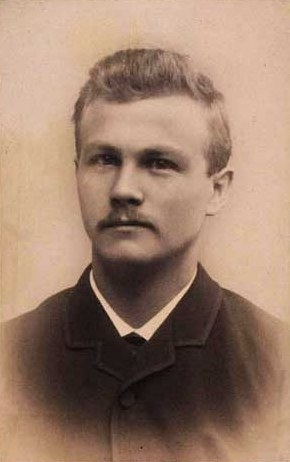
Christian Mølsted.

Christian Ferdinand Andreas Mølsted, född den 15 oktober 1862 i Dragør, död där den 10 maj 1930, var en dansk marinmålare.
Mølsted, som medföljde fregatten Jyllands expedition och därefter genomgick Det Kongelige Danske Kunstakademi i Köpenhamn, målade företrädesvis bilder av historiska sjöslag.